# Sklené Teplice
Sklené Teplice jsou obec na Slovensku v Banskobystrickém kraji, okrese Žiar nad Hronom na Středním Pohroní.
Sklené Teplice leží v severozápadní části Štiavnických vrchů mezi městy Hliník nad Hronom a Banská Štiavnica, v údolí potoka Teplá v Banskobystrickém kraji.
Na území obce vyvěrají termální prameny s teplotou vody 28–53 °C. Zdejší alkalicko-sádrové minerální prameny s jeskynní lázní byly známy již v 16. století. Léčí se zde nemoci pohybového ústrojí a nervové choroby.
V obci se nachází kostel sv. Lukáše, který byl postaven v letech 1807–1811. Před kostelem stojí historická socha sv. Jana Nepomuckého z roku 1784. V obci se nachází také Kursalón.
Nad obcí stojí zřícenina hradu Teplica nazývaného také Pustý hrad.
Obec leží od hlavního města Bratislavy 175 km, krajského města Banská Bystrica 57,2 km a okresního města Žiar nad Hronom 16,7 km, sousedí s pěti obcemi : Podhorie, Žiar nad Hronom, Lehôtka pod Brehmi, Repište a Vyhne.

## Historická galerie

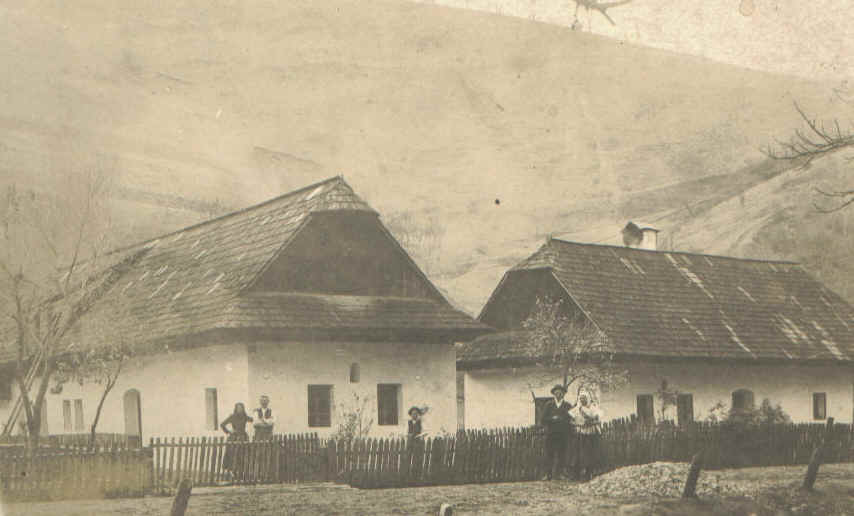
Selské domy, rok 1920
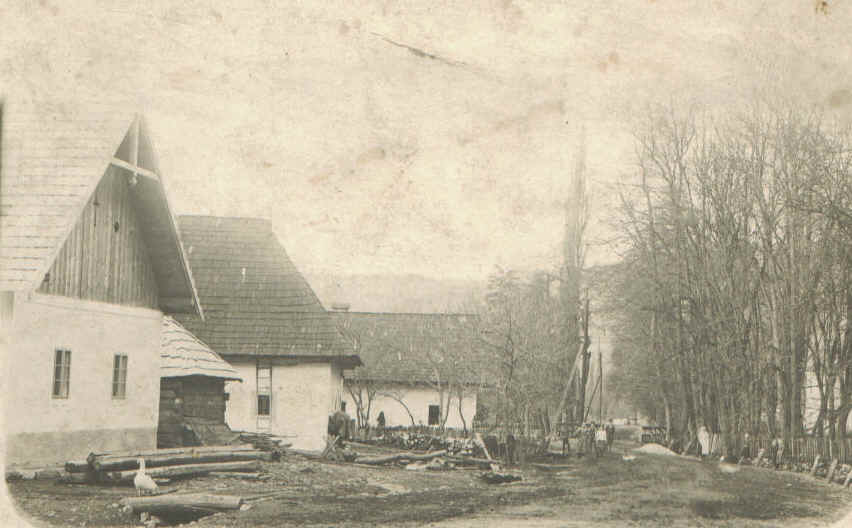
Selské domy, rok 1920